# Indulf
Indulf, Gaelisch: Ildulb mac Causantín (?, ? - Invercullen, 962), zoon van Constantijn II, was koning van Alba gedurende acht jaren. Hij volgde in 954 Malcolm I op.
Indulf was bijgenaamd de Agressor, aldus Berchan's Prophecy en was een goede koning.
Tijdens zijn regering zorgden de Vikingen in het oosten en noordoosten van het land voor onrust. In deze tijd moet er een fort genaamd Eden zijn geëvacueerd, maar het is onduidelijk of dit Edinburgh betreft, Carriden (Cair Eden) of Eden in Fife.
In Buccan werden de Vikingen verslagen; bij een ander conflict bij Invercullen werd Indulf gedood.
Hij werd begraven op Iona.
Dubh volgde hem op.
- Gemeinsame Normdatei: 1023169916
- Virtual International Authority File: 316739277